# پاپریکا استین
پاپریکا استین (دانمارکی: Paprika Steen؛ زادهٔ ۳ نوامبر ۱۹۶۴) یک کارگردان فیلم و بازیگر اهل دانمارک است.
از فیلم‌هایی که وی در آن نقش داشته است، می‌توان به رقصنده در تاریکی، آنچه ما نیاز داریم عشق است، پخمه‌ها، جشن، بزرگترین قهرمانان، تا ابد عاشقت هستم و اوکی اشاره کرد.